# Старший біт
У обчислені, найбільш значимий біт (MSB) є біт двійкового числа, що має найбільше значення. Старший біт іноді називають лівий біт в результаті конвенції в позиційному записі написання більш значущих цифр лівіше.
Старший біт може також відповідати знакового біта підписаного двійкового числа у своїй або два в позначеннях доповнення, «1» означає, негативний і «0» означає, позитивний.
Воно є загальним для призначення кожного біта номеру позиції, починаючи з нуля до N-1, де N число бітів в двійковому поданні . Як правило, це просто показник для відповідної бітової ваги в базі-2 (наприклад,231..20). Хоча декілька виробників CPU призначили розряди чисел в протилежну сторону (що не те ж саме, як інший порядок байтів), старший біт однозначно залишається найбільш значимим бітом. Це може бути однією з причин, чому цей термін (MSB) часто використовується замість бітового числа, хоча основна причина, ймовірно, це різні уявлення чисел, які використовують різні кількості бітів.

Беззнакове двійкове представлення десяткового числа 149, із підсвіченим старшим бітом. Старший біт у 8-бітному числі представляє десяткове 128. Молодший біт представляє 1.

## Старший біт проти меншого біта
Вирази старший біт і менший біт — це ознаки на впорядкування послідовності бітів в байтах, переданих через дроти в протоколі передачі або в потоці (наприклад, аудіопотік).
Старший біт означає, що найстарший біт прибуде в першу чергу: отже, наприклад, шістнадцяткове число0x12, 00010010 в двійковому поданні, прибуде в послідовності 0 0 0 1 0 0 1 0 .
Менший біт означає, що найменш значущий біт прибуде в першу чергу: отже, наприклад, те ж саме шістнадцяткове число 0x12, знову 00010010 в двійковому поданні, прибуде в (зворотній) послідовності:  0 1 0 0 1 0 0 0.